# Lexus ES
Lexus ES / Toyota Windom — автомобиль бизнес-класса с кузовом типа седан, выпускаемый японским автопроизводителем Lexus с 1989 года. Автомобиль собирается на заводе в Японии, расположенном на острове Кюсю. Автомобиль имеет общую платформу с моделью Toyota Avalon. 
Аббревиатура «ES» происходит от словосочетания «Executive sedan» (представительский седан).
Первоначально сборка данного автомобиля была рассчитана исключительно на авторынок Соединённых Штатов Америки. Впоследствии ввиду большого коммерческого успеха автомобиль стал продаваться в европейских и других странах мира. В Россию седан Lexus ES поставляется из Японии, начиная с 5 ноября 2010 года. Модель Lexus ES на российском рынке представлена японским производителем в переднеприводном исполнении с мощными атмосферными двигателями объёмом 2.0, 2.5 и 3.5 см3.

## Поколения
- 1-е поколение: ES 250 (1989—1991)[6][7].
- 2-е поколение: ES 250, 300 (1991—1997)[8]. Рестайлинг в 1994 году[9][10].
- 3-е поколение: ES 250, 300 (1997—2001)[11]. Рестайлинг в 1999 году[12].
- 4-е поколение: ES 300, 330 (2001—2006)[13][14]. Рестайлинг в 2003 году[15].
- 5-е поколение: ES 350 (2006—2012)[16][17]. Рестайлинг в 2006[18][19] и 2009 годах[20].
- 6-е поколение: ES 200, 250, 300h, 350 (2012—2018)[21]. Рестайлинг в 2015 году[22].
- 7-е поколение: ES 250, 300h, 350 (2018 — настоящее время)[23][24][25][26][27]. Рестайлинг в 2021[28] и 2024 годах[29][30].
- 8-е поколение: ES 300h, 350h (2025 — настоящее время)[31][32].

## Отзывы
В сентябре 2009 года Toyota была вынуждена отозвать для доработки 3,8 млн автомобилей (в том числе Lexus ES) из-за дефекта коврового покрытия, приведшего 28 августа 2009 года к аварии.

## Продажи
| Продажи Lexus ES в Соединённых Штатах Америки | Продажи Lexus ES в Соединённых Штатах Америки | Продажи Lexus ES в Соединённых Штатах Америки | Продажи Lexus ES в Соединённых Штатах Америки |
| Поколение                                     | Модель                                        | Календарный год                               | Общие продажи                                 |
| --------------------------------------------- | --------------------------------------------- | --------------------------------------------- | --------------------------------------------- |
| MCV20                                         |                                               |                                               |                                               |
| ES 300                                        | 2000                                          | 41 320                                        |                                               |
| ES 300                                        | 2001                                          | 44 847                                        |                                               |
| MCV30                                         |                                               |                                               |                                               |
| ES 300                                        | 2002                                          | 71 450                                        |                                               |
| ES 300                                        | 2003                                          | 65 762                                        |                                               |
| ES 300                                        | 2004                                          | 75 916                                        |                                               |
| ES 330                                        | 2005                                          | 67 577                                        |                                               |
| ES 330                                        | 2006                                          | 75 987                                        |                                               |
| GSV40                                         | ES 350                                        | 2007                                          | 82 867                                        |
| GSV40                                         | ES 350                                        | 2008                                          | 64 135                                        |

## Краш-тесты
Комитет Euro NCAP присудил Lexus ES награду в 2018 году за лучшие показатели безопасности в классе «Большой семейный автомобиль».
| Euro NCAP                                                                 | Euro NCAP | Euro NCAP | Euro NCAP             |
| ------------------------------------------------------------------------- | --------- | --------- | --------------------- |
| · общий рейтинг                                                           |           |           |                       |
| 91%                                                                       | 87%       | 90%       | 77%                   |
| взрослый пассажир                                                         | ребёнок   | пешеход   | активная безопасность |
| Протестированная модель: Lexus ES 300h 'Comfort', RHD, 4-дв. седан (2018) |           |           |                       |